# Простріл Бунге
Простріл Бунге (лат. Pulsatilla bungeana), або Сон Бунге (Anemone bungeana) — трав'яниста багаторічна рослина, вид роду   Сон (Pulsatilla) родини Жовтецеві (Ranunculaceae).

## Ботанічний опис
Трав'яниста рослина 1,5-5 см заввишки, при плодоношенні до 8 см, що утворює дернинки з багатьма стеблами.
Кореневище вертикальне, товсте, багатоголове.
Кореневе листя, що з'являється до цвітіння, на черешках, покритих, як і стебла, притиснутими шовковистими волосками, в обрисі довгасті, перисто-розсічені, з короткими й широкими, цілісними або зубчастими, тупуватими сегментами другого порядку, злегка волосисті.
Листя покривала з трьома надрізаними на верхівці частками, з короткими цілокраїми або своєю чергою надрізаними лопатками.
Квітки невеликі, переважно прямостійні, напіврозкриті, широкодзвінчасті; листочки оцвітини 12-15 мм завдовжки та 3-7 мм завширшки, синювато-фіолетові; тичинки нечисленні, на 1⁄3 або вдвічі коротші за листочки оцвітини; заліза на довгих (близько 5 мм завдовжки) ниткоподібних ніжках. Цвіте у червні.
Плодики 4 мм завдовжки, з короткими, жорсткими остями 1,5 см завдовжки.
Вигляд описаний з Алтаю (річка Чуя).

## Поширення
Зустрічається в Західному Сибіру (південь Красноярського краю, Тива), на Алтаї та в Монголії .
Росте по тріщинах та уступах скель і на степових кам'янистих схилах.

## Значення та застосування

### Господарське значення
Декоративна ранньоквітуча рослина.

### Медичне застосування
У монгольській народній медицині застосовуються квітки як засіб, що підвищує тонус організму при загальній слабкості та фізичній втомі. Вважається добрим енергетичним засобом. Використовують для лікування травматичних пошкоджень, ран та наслідків гнильних інфекцій, а також як протиотруту при укусах змій. Квітки входять у суміш «О-цава-сум» разом із лютиком їдким та княжиком сибірським. Містить у траві 0,9-2,0% протоанемонінів.